# Ilyes Kourbia
Ilyes Kourbia (en arabe : إلياس كوريبة) est un footballeur algérien né le 9 novembre 1992 à Sétif. Il évolue au poste d'ailier gauche à l'ASM Oran, club de deuxième division.

## Biographie
Il évolue en première division algérienne avec son club formateur, l'ES Sétif, ou il a été champion d'Algérie en 2015, le MC Oran, l'USM Bel Abbès et enfin l'AS Aïn M'lila.
Il participe à la Ligue des champions de la CAF saison 2014-15 avec Sétif. Il joue six matchs en inscrivant un but dans cette compétition africaine.
Il dispute actuellement 107 matchs en inscrivant douze buts en Ligue 1.

## Palmarès
| ES Sétif - Championnat d'Algérie (1) : - Champion : 2014-15. - Coupe d'Algérie (1) : - Vainqueur : 2009-10. |  | - Supercoupe d'Algérie (1) : - Vainqueur : 2015. - Supercoupe de la CAF (1) : - Vainqueur : 2015. |